# RAD Data Communications
RAD Data Communications (также известная как «RAD») является частной компанией, основанной в 1981г и базирующейся в г. Тель-Авив, в Израиле, которая разрабатывает и производит специализированное телекоммуникационного оборудование.
RAD Data Communications входит в состав группы компаний RAD Group.

## Некоторые факты из истории компании
- Компания основана в 1981 г. Объем продаж вырос с 10 млн долл. в 1987 г. до 168 млн долл. в 2008 г.
- RAD Data Communications имеет 23 представительства на шести континентах и поддерживает сеть из 300 региональных торговых представителей в 164 странах.
- Свыше 30 % из 1100 сотрудников в 14 странах заняты исследованиями и разработкой.
- Процессы исследований и производства компании RAD сертифицированы на соответствие стандарту ISO 9001, а система экологического менеджмента сертифицирована на соответствие стандарту ISO 14001.
- RAD признана несомненным лидером такими отраслевыми организациями, как ITU, Metro Ethernet Forum, IP/MPLS Forum, Internet Engineering Task Force и CELTIC. CELTIC (подразделение EUREKA) — единственная европейская программа, деятельность которой направлена исключительно на исследования и разработки в области комплексных телекоммуникационных решений
- На международном конгрессе Mobile World Congress 2008 компания RAD получила от организации GSM Association награду Global Mobile Award за лучшую разработку для повышения качества сетевой инфраструктуры (шлюз для базовых станций LA-130).

## Оборудование
Область исследования, разработки и производства RAD включает TDM, Ethernet, MPLS, IP, ATM, Frame Relay, E1/T1, E3/T3, xDSL, SDH/SONET, псевдопроводную передачу TDM, clock synchronization, компрессию голоса, беспроводную, мобильную и спутниковую связь, оптику, SFPs (small form-factor pluggable) и ASICs (application-specific integrated circuit), а также инструменты встроенного сетевого управления.
В 1998 RAD разработала и создала технологию TDMoIP (TDM over IP).

### Список оборудования RAD
- Мультиплексоры SDH
- Низкоскоростные мультиплексоры
- Инверсные мультиплексоры
- Оптические мультиплексоры
- Мультиплексоры ADM SDH/SONET
- Пакетные коммутаторы
- Миниатюрные модемы для медных линий
- Устройства доступа к TDM
- Демаркационные устройства Ethernet и CES
- Шлюзы для площадок базовых станций
- Системы формата SFP
- Шлюзы VoIP
- Волоконно-оптические модемы
- Кросс-коннекторы
- Шлюзы псевдопроводной передачи TDM
- Шлюзы для агрегации сотового трафика
- TDM преобразователи

## Основные клиенты
RAD имеет статус предпочтительного поставщика решений более чем для 100 компаний во всем мире, от операторов мобильной и фиксированной связи уровня Tier 1 до поставщиков услуг доступа в Интернет и компаний, работающих на рынке городских и сельских сетей. В число клиентов входят ведущие мировые компании, такие как AT&T, BT, China Mobile, China Telecom, Deutsche Telecom, France Telecom, Orange France, SoftBank, Telefonica, Telus, T-Mobile International, Verizon, VTN. Помимо прочных связей с поставщиками телекоммуникационных услуг, RAD поддерживает отношения с многочисленными корпоративными клиентами из числа банковских, коммерческих, образовательных, финансовых и государственных учреждений. Также компания работает с промышленными предприятиями, представителями вооруженных сил, транспортными компаниями и учреждениями коммунального хозяйства.

## Разнообразие решений
Хотя в течение определенного времени сети нового поколения (NGN) будут использоваться совместно с устаревшим оборудованием, отчетливо наблюдается тенденция перехода к использованию пакетных широкополосных сервисов. С момента основания в компании RAD был принят многоплановый подход к исследовательской работе, подразумевающий собственную разработку различных протоколов, технологий и сред передачи данных. В лабораториях компании RAD были разработаны разнообразные устройства обработки данных и голосового трафика, а также сложные микросхемы с высокой степенью интеграции (ASIC).
RAD предлагает решения, позволяющие клиентам полноценно использовать существующую инфраструктуру доступа и одновременно внедрять более экономичные сети нового поколения. Эти сети используются для предоставления новых услуг и обеспечивают сквозное качество сервиса (QoS), жизненно необходимое для современных пакетных приложений.

## Транспорт сотового трафика
RAD Data Communications является поставщиком устройств агрегации трафика для операторов сотовой связи уровня Tier 1 по всему миру. Разработанная компанией платформа Optimized Mobile Transport Platform была внедрена операторами T-Mobile International, KPN, Orange и eMobile. Платформа используется для передачи голосовых и видео данных 2G, а также для предоставления широкополосных сервисов 3G (протоколы HSPA) через любую экономичную инфраструктуру или сеть: TDM, SDH/SONET, ATM, DSL, IP, Ethernet или MPLS. Платформа Optimized Mobile Transport Platform использует стандартизированную псевдопроводную технологию и новейшие механизмы распределения и восстановления синхронизации. Эта платформа является шагом к полной передаче сотового трафика по протоколу IP и конвергенции стационарных и мобильных сетей.

## Ethernet-доступ операторского класса
Продукты компании RAD серии EtherAccess® Carrier позволяют операторам предоставлять сервисы Ethernet с применением сквозной функциональности OAM через PDH, SDH/SONET, DSL, оптоволоконные и беспроводные каналы связи. При этом соблюдаются все требования соглашений об уровне обслуживания (SLA). Эти продукты полностью удовлетворяют стандартам MEF, ITU-T, IEEE и IETF. Решения EtherAccess включают интеллектуальные устройства разграничения, размещаемые на территории клиента, многоканальные Ethernet-шлюзы, интегрированные устройства доступа, мультисервисные концентраторы, беспроводные мультиплексоры и медиаконвертеры.

## Оптимизация передачи голосового трафика
Для приложений с большим объемом голосовых данных (таких, как передача сотового трафика через спутниковые каналы, соединение MSC, подключение центров обработки звонков, международная телефонная связь) стоимость используемой полосы пропускания составляет значительную долю эксплуатационных расходов. Сжатие голосового трафика снижает расходы на передачу, освобождая полосу для передачи цифровых и видеоданных. Технология сжатия голосового трафика RAD позволяет сжимать его в отношении 16:1 через TDM и IP, обеспечивая снижение затрат и быструю окупаемость капиталовложений. Продукты компании RAD для оптимизации голосового трафика включают современные устройства обработки голоса и кодеки, обеспечивающие высокую разборчивость речи в ходе преобразования.
Компания Inmarsat выбрала RAD в качестве партнера по решениям — магистральные шлюзы передачи голосовых данных RAD используются в составе глобальной широкополосной сети (BGAN).

## VoIP
Новая серия продуктов RAD для IP-телефонии позволяет операторам дополнить спектр предлагаемых услуг новыми сервисами на основе пакетной передачи данных, адаптированными для использования частными клиентами. Полностью интегрируемое сквозное решение, RAD VoIP System (RVS) позволяет наращивать услуги IP-телефонии по мере роста запросов клиентов, что помогает сократить начальные затраты и быстро окупить инвестиции. Интеллектуальная система RVS обладает уникальными инструментами дистанционного анализа, применяемыми для настройки, обновления ПО и устранения неисправностей. Она обеспечивает высокое качество передачи голоса, что позволяет удовлетворить потребности клиентов и обеспечить их лояльность.

## Мультисервисный доступ и «последняя миля»
Решения компании RAD для мультисервисного доступа и «последней мили» позволяют эффективнее использовать узкополосные и высокоскоростные каналы, LAN, цифровой и аналоговый голосовой трафик, видео-услуги через PDH, SDH/SONET, DSL и инфраструктуры доступа по Ethernet. Эти продукты могут применяться в приложениях «последней мили» и удаленных точках присутствия (PoP) в интересах операторов традиционной связи, альтернативных операторов, поставщиков доступа в Интернет и операторов связи, работающих в сельской местности. Они могут входить в состав систем с автоматическим управлением, а также корпоративных и транспортных сетей. Построенные на основе псевдопроводной технологии TDM, мультисервисные решения RAD являются связующим звеном между традиционныими сетями передачи данных и голосового трафика и экономичными сетями следующего поколения.

### SyncToP
SyncToP (Synchronization Timing over Packet) — решение для синхронизации и передачи сигнализации по пакетным сетям.
Платформа SyncToP располагает технологиями передачи и восстановления синхронизации, с возможностями настройки частоты, фазы и TOD. Этот функционал входит в состав шлюзов доступа к пакетным сетям и демаркационных устройств. Платформа поддерживает такие стандарты, как IEEE 1588v2 (1588—2005) Precision Timing Protocol, Synchronous Ethernet (Sync-E), ACR и NTR. Благодаря поддержке NTR, для передачи тактовой частоты на участках «последней мили» на основе DSL, не требуются дополнительные устройства синхронизации в модем DSL/IAD.
Платформа позволяет совместное использование разных методов сигнализации. Например, для получения синхроимпульсов из сети можно использовать Sync-E, а затем передать их на площадки сотовых станций с помощью PTP. Платформа позволяет прозрачно передавать сотовый трафик 2G, 3G и 4G по пакетным сетям, обеспечивая приоритет QoS для трафика сигнализации и соответствие SLA.

## Взгляд в будущее
В настоящее время развитие сетевых технологий находится на перепутье. С одной стороны, люди все больше привыкают к широкополосным интерактивным приложениям, доступности и мобильности сервисов. Благодаря постоянному развитию высоких технологий, стоимость абонентского оборудования заметно снизилась. Но, с другой стороны, такое расширение возможностей несет в себе и отрицательный момент. Сети будущего потребуют не только экспоненциального роста пропускной способности. Они должны будут обладать определенной интеллектуальностью, чтобы управлять самими собой и составляющими их элементами в зависимости от объемов передаваемого трафика. В будущем потребуются решения, обеспечивающие достаточную производительность по приемлемой цене. Такие решения смогут предоставить только производители, имеющие полное представление обо всех технологиях завтрашнего дня. В этом отношении компания RAD обладает явным преимуществом.